# Xinmo
Xinmo (chinesisch 新磨村, Pinyin Xīnmò Cūn) ist eine chinesische Ortschaft in der Großgemeinde Diexi im Kreis Mao (chinesisch 茂县, Pinyin Mào Xiàn) im Verwaltungsgebiet des autonomen Bezirks Ngawa der Tibeter und Qiang im Norden der chinesischen Provinz Sichuan, Volksrepublik China. Er wird durch die Landstraße Y104 an das Straßennetz angebunden. Der Ort liegt nordwestlich des durch einen Erdrutsch beim Diexi-Erdbeben von 1933 entstandenen Diexi-Sees.
Am Morgen des 24. Juni 2017 ereignete sich in Xinmo ein Bergrutsch, bei dem 73 Menschen verschüttet wurden.